# MGR-1 Honest John
MGR-1 Honest John — перша ядерна ракета класу «земля-земля» в арсеналі США. Перша одиниця, спочатку названа Artillery Rocket XM31, була випробувана 29 червня 1951 року, а перші серійні снаряди були доставлені в січні 1953 року. Її позначення було змінено на M31 у вересні 1953 року. Перші армійські підрозділи отримали свої ракети наприкінці року, а батальйони Honest John були розгорнуті в Європі на початку 1954 року. Крім того, ракета могла нести звичайну осколково-фугасну боєголовку вагою 680 кг.

## Історія та розробка

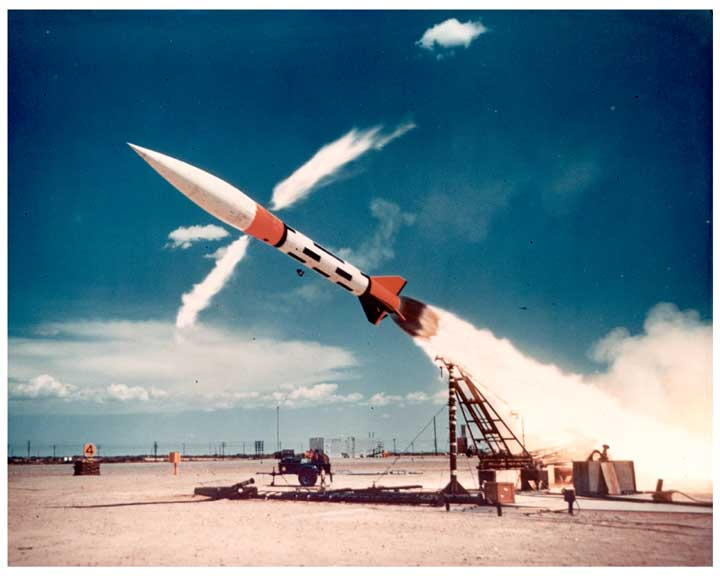
Тестовий запуск Honest John

Розроблена в Redstone Arsenal, штат Алабама, Honest John була великою, але простою некерованою артилерійською ракетою зі стабілізованою операцією вагою 640 кг у початковій ядерній версії M31. Ракета, встановлена на кузові вантажівки, була націлена так само, як і гармата, а потім вистрілила по підвищеній рампі, запалюючи чотири маленькі обертові ракети, коли вона пройшла через кінець рампи. M31 мав радіус дії 24,8 км з ядерною боєголовкою потужністю 20 кілотонн, а також міг нести 680 кг звичайної бойової частини.

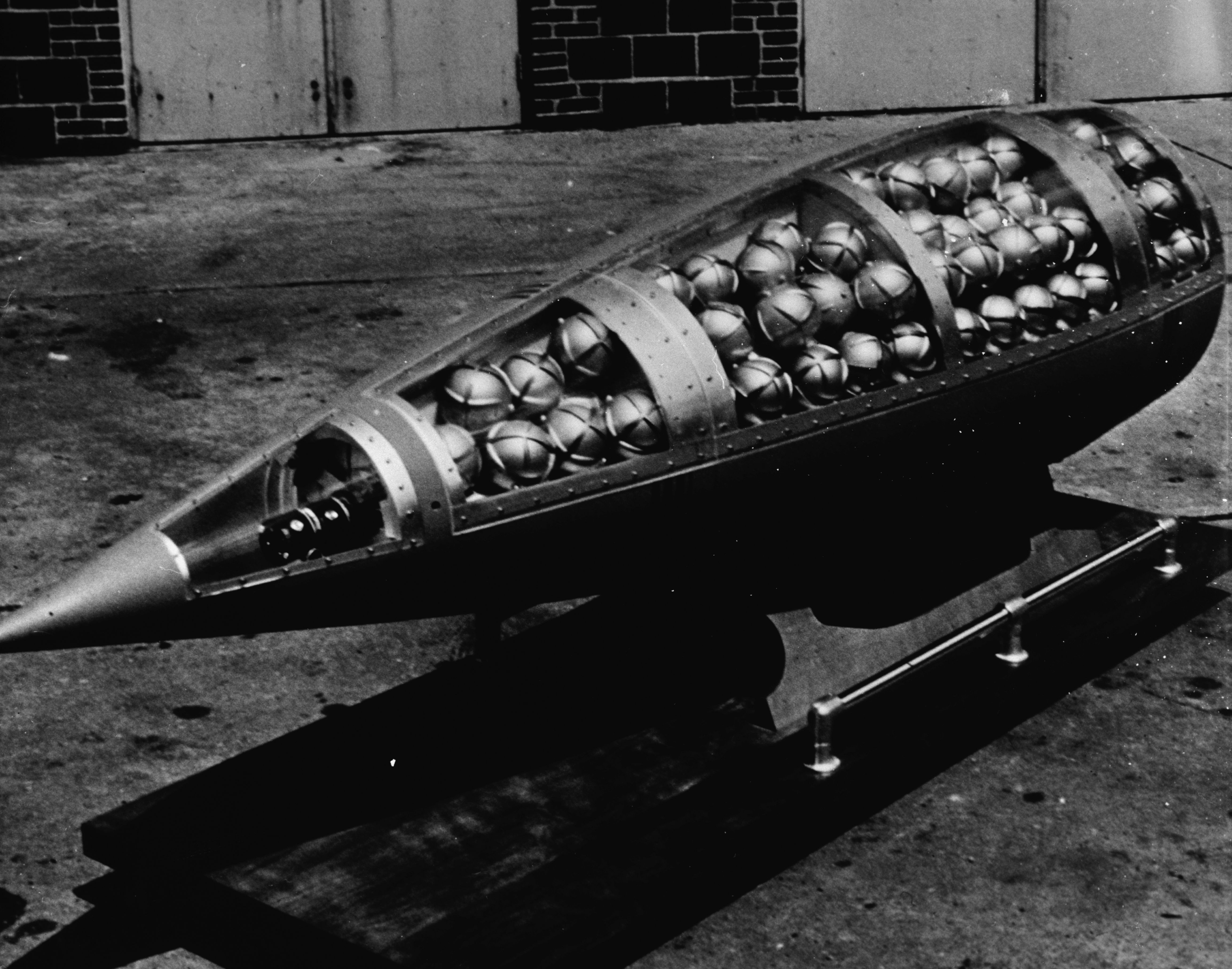
Розріз із боєголовкою MGR-1 Honest John, на якому зображені бомби з зарином M139 (фото приблизно 1960 р.)

У 1960-х роках також були доступні касетні боєприпаси з нервово-паралітичним газом зарин, розроблені як взаємозамінні для використання з Honest John або MGM-5 Corporal. Спочатку касетна боєголовка M79 (E19R1) GB, що містила 356 бомб M134 (E130R1) для M31A1C Honest John. Виробничою моделлю була касетна боєголовка M190 (E19R2) GB, яка містила 356 бомб M139 (E130R2), коли M31A1C було виведено з виробництва на користь XM50 Honest John. За номінальних умов мала середню площу впливу 0,9 квадратних кілометрів.

## Варіанти
- MGR-1A (M31) розмір становив 8,3 метри довжини, мав діаметр двигуна 580 мм, діаметр бойової частини 760 мм, розмах крил 2,77 важив 2640 кг (ядерний), і мав діапазон ураження 5,5-24,8 км. Твердопаливний ракетний двигун Hercules Powder Company M6 був 5,015 метрів завдовжки, важив 1,786 кг і мав 99 000 фунт-сила (441 кН) тяги[notes 1][3]

- MGR-1B (M50) розмір становив 7,92 м, мав діаметр двигуна 580 мм, діаметр боєголовки 760 мм, розмах крил 1,37 важив 1960 кг (ядерний), і мав максимальну дальність 48 км, що майже вдвічі більше, ніж на M31. Покращена формула палива дала ракетному двигуну 150 000 фунт-сила (666 кН) тяги.

## Виробництво та розгортання

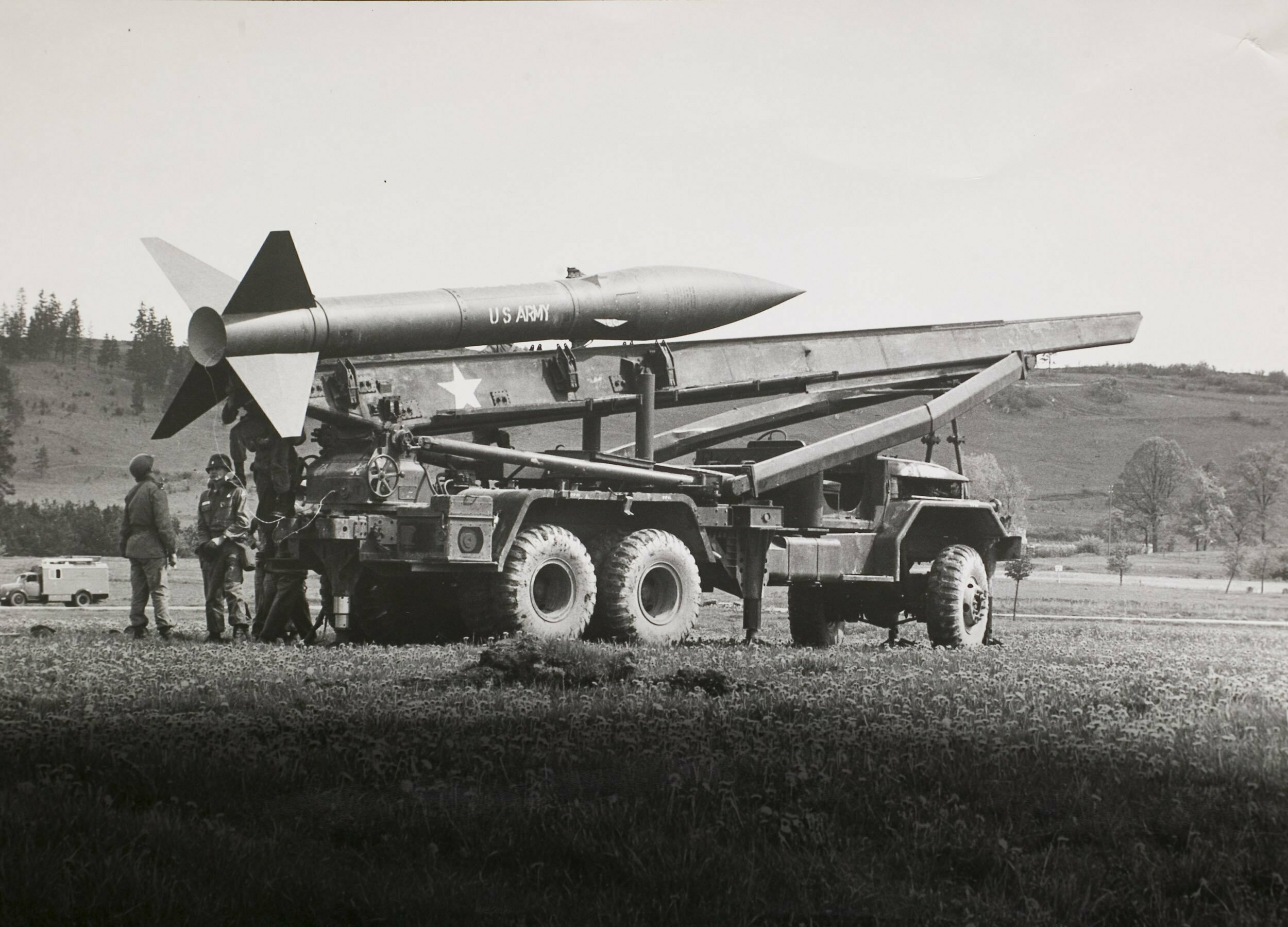
Ракета-носія армії США на базі 5-тонної вантажівки M139D

Виробництво варіантів MGR-1 було завершено в 1965 році, загальний тираж склав понад 7000 ракет. Цибулинчастий ніс Honest John та характерна пускова рампа, встановлена на вантажівці, зробили його легко впізнаваним символом холодної війни на військових базах по всьому світу та на арсеналах Національної гвардії США. Незважаючи на те, що це була некерована і перша ядерна балістична ракета США, вона мала більший термін служби, ніж усі інші американські балістичні ракети, крім системи Minuteman. Система була замінена на ракету MGM-52 Lance у 1973 році, але була розгорнута в підрозділах Національної гвардії Сполучених Штатів аж у 1983 році. Звичайні озброєні Honest Johns залишалися в арсеналах Греції, Туреччини та Південної Кореї принаймні до кінця 1990-х років.

## Походження назви

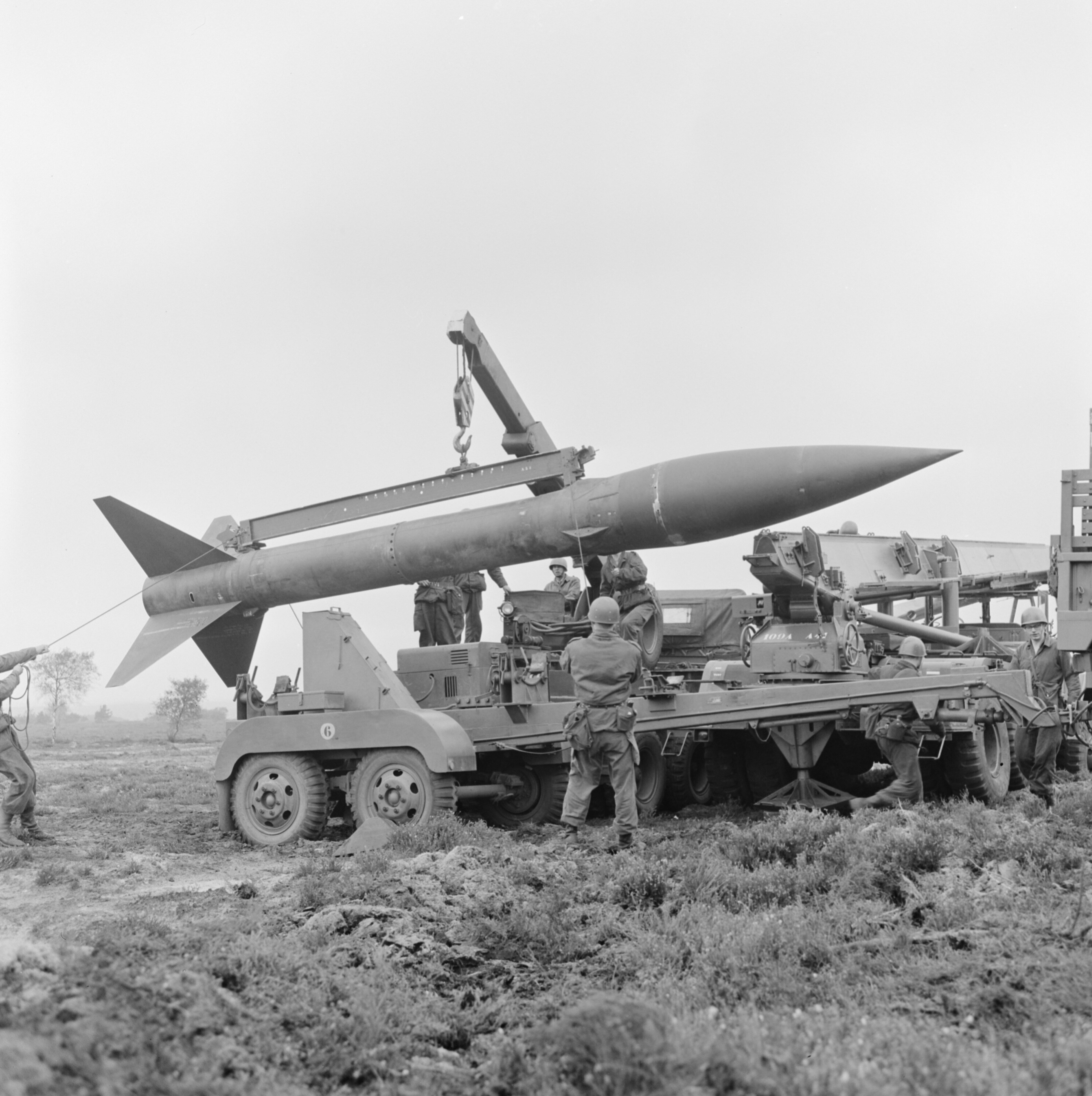
Розвантаження ракети з транспортного причепа М329.

Наприкінці 1950 року генерал-майор Хольгер Тофтой був полковником і керував розробкою ракети. Проект був під загрозою скасування «на тій підставі, що така велика некерована ракета не могла мати точність, щоб виправдати подальші кошти». Під час поїздки на ракетний полігон Вайт-Сендс Тофтой зустрів техасця, який був схильний робити неймовірні заяви. Щоразу, коли хтось висловлював сумнів щодо тверджень цього чоловіка, він відповідав: «Чому в цих краях мене називають «Чесний Джон!» Оскільки проект ставився під сумнів, Тофтой вважав, що це прізвисько підходить для ракети, і запропонував ім'я своєму начальству.

## Транспортні засоби підтримки

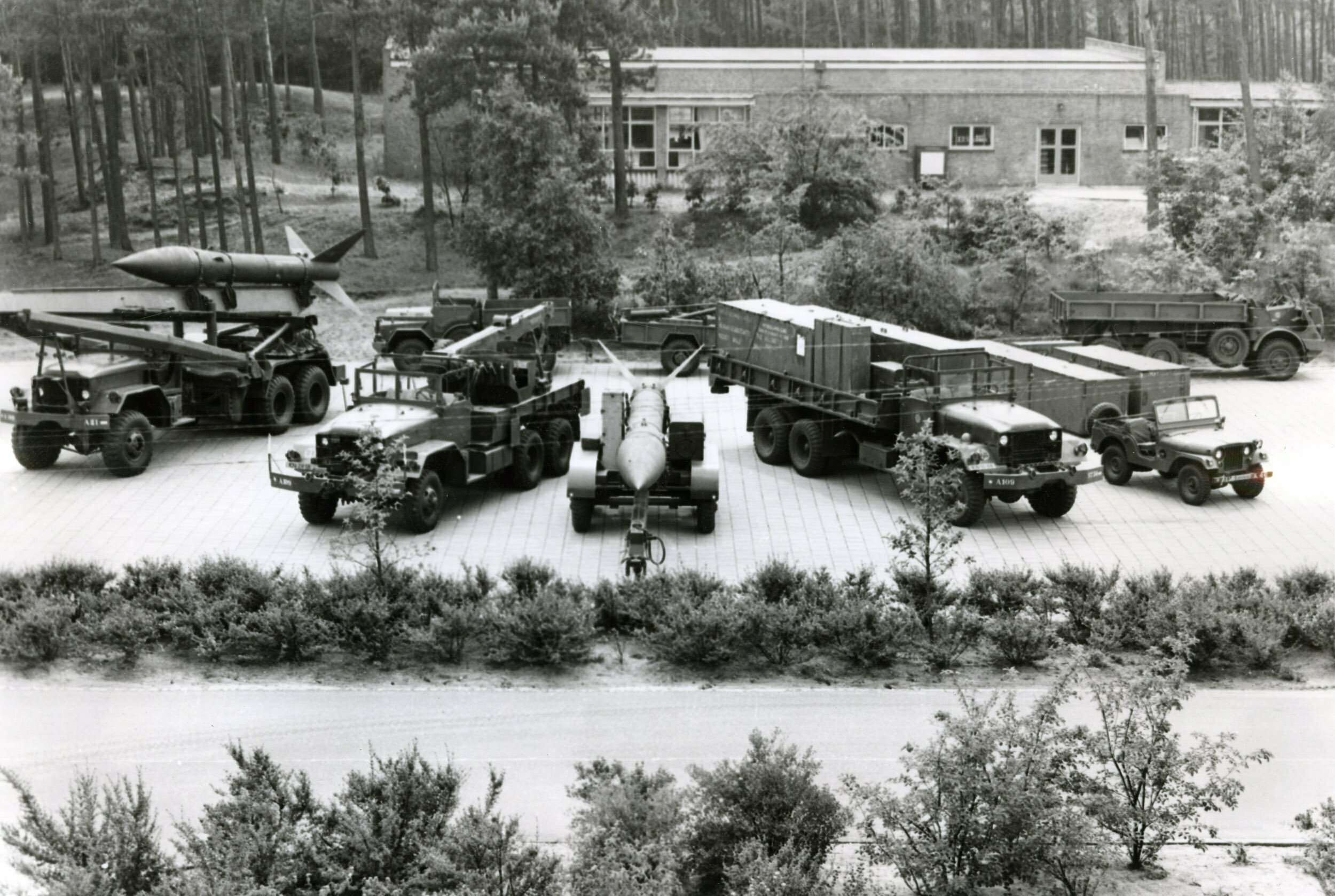
Транспортні засоби та компоненти голландської ракетної системи Honest John. Зліва направо: пускова установка M386 на базі 5-тонної вантажівки M139, аварійний кран M62, причіп для транспортування ракет M329, блок обігріву та кріплення на вантажівці M78A1 і легка вантажівка Willys M38A1. Тягачі ззаду.

Транспортні засоби, які використовуються на платформі Honest John:
- Причіп М33, пускова установка,
- Вантажівка M46, блок опалення та кріплення (G744)
- Вантажівка М289, ракетна установка, (вантажівка М139) (G744),
- Причіп М329, ракетний транспортер, (G821)
- Вантажівка M386, ракета, 762 мм, коротка пускова рейка, 5 тонн (вантажівка M139)
- Блок обробки M405, встановлений на причепі,
- Візок М465 в зборі, транспорт, ракета 762 мм,

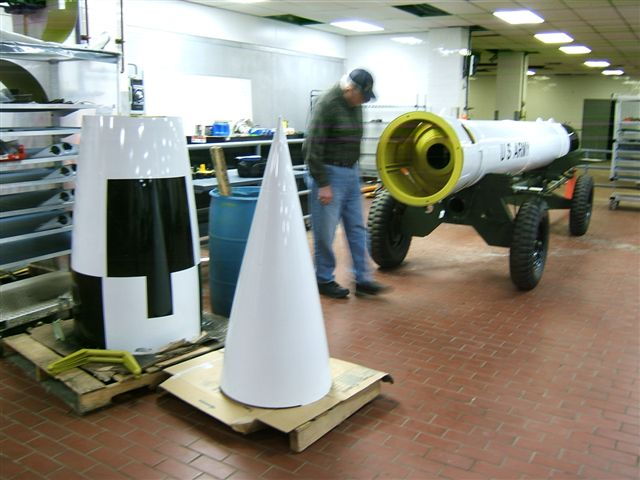
Відреставрована Honest John на візку M465 у Музеї авіації Кароліни

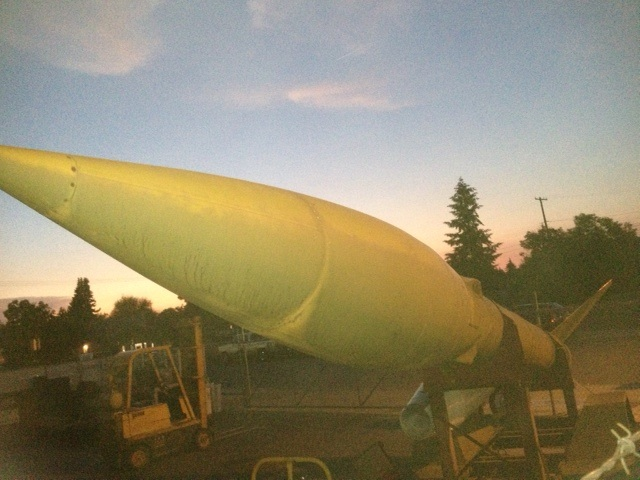
MGR-1 Honest John у Хіл’ярді, штат Вашингтон

## Оператори
Бельгія
- Бельгійська армія

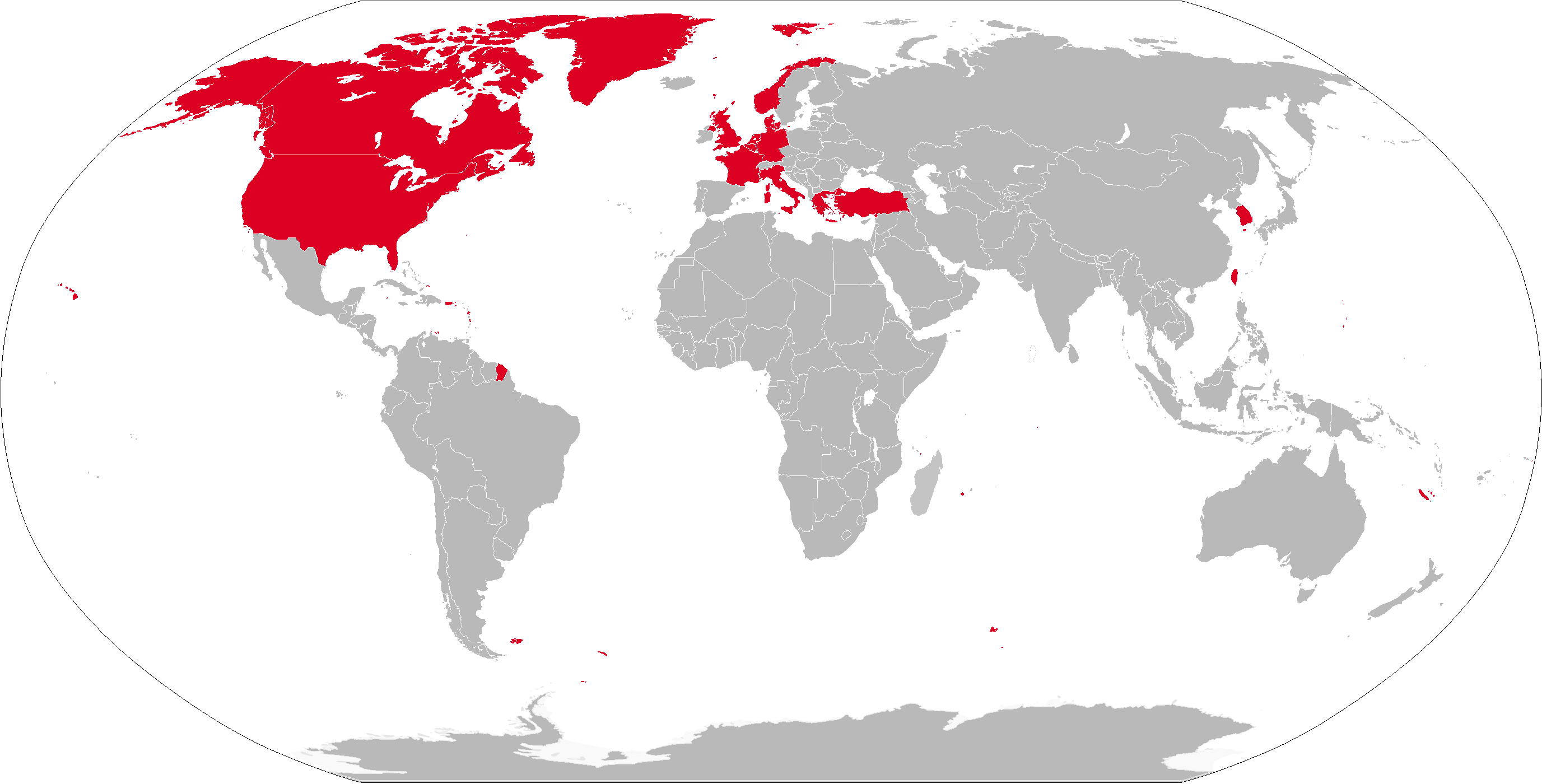
Карта з червоним кольором колишніх операторів MGR-1

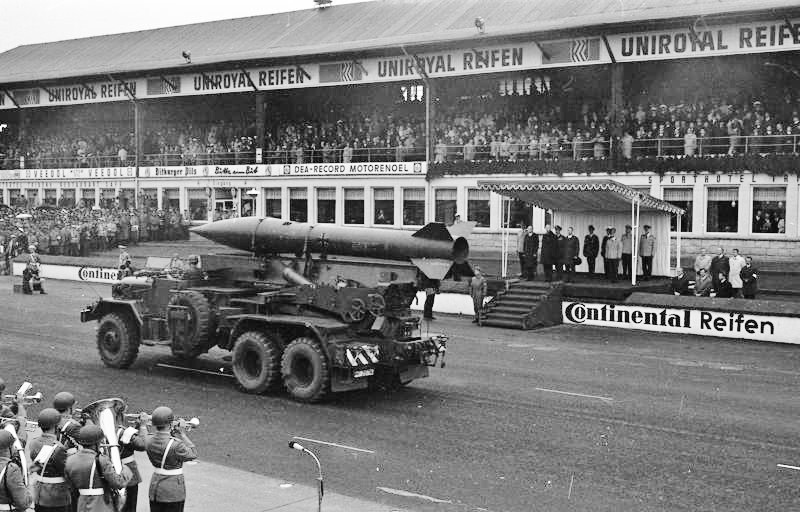
Парад в Західній Німеччині 1969 року

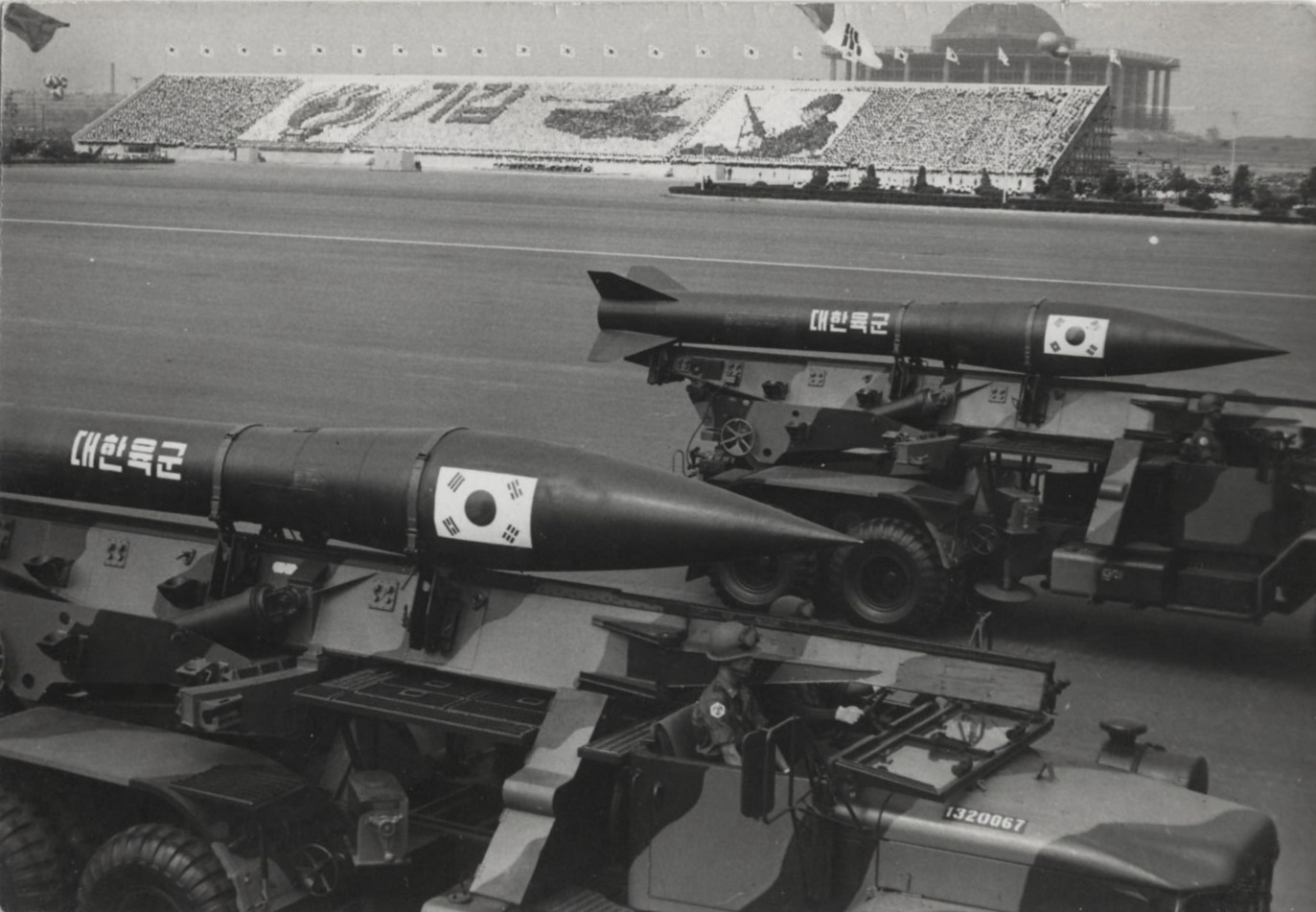
День збройних сил Південної Кореї в 1973 році

Використовувався в різних артилерійських частинах корпусів і дивізій (75, 3, 20 і 14-й артилерійські батальйони) з 1960 по 1978 рік. Замінена ракетою Lance.
 Канада
- Канадська армія

 Данія
- Королівська армія Данії

 Франція
- Французька армія [6]
  - Корпусна артилерія
    - 301-ша артилерійська група [батальйон] (1959–1970) – увійшла до 50-го артилерійського полку
      - 50-й артилерійський полк (1970–1976)

    - 302-га артилерійська група [батальйон] (1959–1970) – увійшла до 60-го артполку
      - 60-й артилерійський полк (1970–1975)

    - 303-я артилерійська група [батальйон] (1960–1970) – увійшла до складу 3-го артилерійського полку
      - 3-й артилерійський полк (1970–1973)

  - Дивізійна артилерія
    - 3-тя група 32-го артилерійського полку (1962–1974)
    - 3-тя група 68-го артполку (1960–1973)

  - Ядерна безпека
    - 351-ша артилерійська група (1962–1970) – розширена до 351-го артилерійського полку
      - 351-й артилерійський полк (1970–1975)

 Німеччина
- німецька армія

 Греція
- Еллінська армія

 Італія
- Італійська армія

 Південна Корея
- Армія Республіки Корея

 Норвегія
- Норвезька армія (1961–65)

 Нідерланди
- Королівська армія Нідерландів

 
 Республіка Китай
- Армія Республіки Китай

 Туреччина
- Турецька армія — на озброєнні 420-го, 450-го, 490-го та 550-го батальйонів, 1963. [7]

 Велика Британія
- Британська армія - 24 ракетний полк RA 1960/61 - 1977; 39 ракетний полк РА; 50-й ракетний полк Королівської артилерії, обидва 8-дюймові буксирувані, дві батареї та дві батареї Чесний Джон.

 США
- Армія Сполучених Штатів
- Корпус морської піхоти США